# Psydrax mutimushii
Psydrax mutimushii är en måreväxtart som beskrevs av Diane Mary Bridson. Psydrax mutimushii ingår i släktet Psydrax och familjen måreväxter.

## Underarter
Arten delas in i följande underarter:
- P. m. mutimushii
- P. m. wagemansii